# Vida y destino
Vida y destino (en ruso: Жизнь и судьба, romanización Zhizn i Sudbá), es una novela escrita en 1959 por Vasili Grossman. Está considerada la obra maestra de su autor. Vida y destino es la segunda mitad del libro en dos partes concebido por el autor con el mismo título, pero mientras la primera mitad (la novela Por una causa justa), escrita durante el dominio de Stalin y publicada en 1952, expresa completa lealtad al régimen, Vida y destino critica el estalinismo y cuestiona el régimen de vida de los ciudadanos bajo el régimen comunista. La novela se abstiene de glorificar al sistema soviético, a diferencia de otras obras literarias publicadas en la URSS basadas en la Segunda Guerra Mundial. Por el contrario, retrata la naturaleza de dos regímenes totalitarios enfrentados y subraya las peripecias individuales de sujetos comunes (tanto soviéticos como algunos alemanes) envueltos en el drama de la guerra en vez de resaltar la "masa" como protagonista clave, a diferencia de los cánones del realismo socialista.
Por su gran extensión, docenas de personajes, complejidad de tramas humanas y su realista marco histórico en una guerra de grandes dimensiones, se ha comparado esta obra con Guerra y paz, de León Tolstói. El diario francés Le Monde la ha descrito como "la más grande novela rusa del siglo XX" y «la Guerra y paz del siglo XX».

## Historia del manuscrito
Después de que Grossman presentara el manuscrito para su publicación en la revista Znamya, la KGB asaltó su apartamento. Fueron confiscados los manuscritos, copias en papel carbón, cuadernos de notas, así como las copias mecanografiadas e incluso las cintas de máquinas de escribir. Siendo la época del deshielo jruschoviano post-estalinista, Grossman escribió a Nikita Jrushchov: 

Le pido que devuelva la libertad a mi libro, pido que mi libro se discuta con editores, no con los agentes de la KGB. ¿Qué sentido tiene que yo sea físicamente libre cuando el libro al que he dedicado mi vida es arrestado?... No renunció a él... Pido libertad para mi libro.

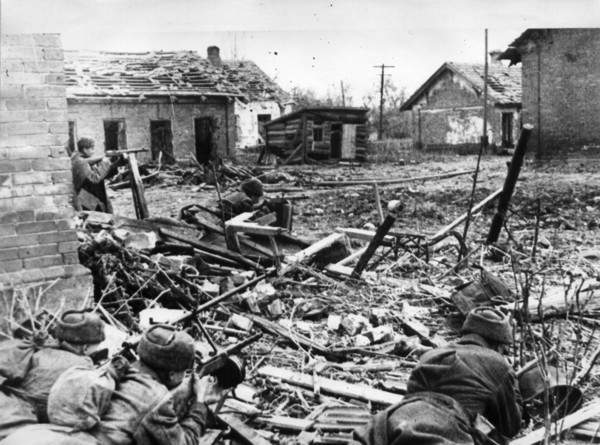
Soldados soviéticos esperando el ataque alemán, en Stalingrado, escenario de gran parte de la novela.

El 23 de julio de 1962, el jefe ideológico del Politburó Mijaíl Súslov dijo al escritor que de publicarse, el libro haría más daño a la Unión Soviética que el Doctor Zhivago de Pasternak. Súslov notificó a Grossman literalmente que "su novela no podría publicarse en al menos doscientos años". El comentario pone en evidencia tanto la presunción del censor sobre el mensaje profundo del texto, como el reconocimiento de la perdurabilidad del valor literario de la obra. Grossman murió en 1964, sin saber si su novela alguna vez sería leída por el público. 
La novela se publicó en 1980 en Suiza con la ayuda de disidentes soviéticos: 
Andréi Sájarov en secreto fotografió las páginas del borrador conservadas por Semión Lipkin, y Vladímir Voinóvich consiguió sacar a escondidas las películas fotográficas al extranjero. Cuando Mijaíl Gorbachov inició su política de glásnost, la novela fue finalmente publicada en territorio ruso en 1988 en la revista Oktyabr y en forma de libro. Algunos críticos comparan la novela de guerra de Grossman con la monumental prosa de León Tolstói.

## Trama y personajes
La novela en el fondo narra la historia de la familia Sháposhnikov y la batalla de Stalingrado. En primer lugar están las hermanas Liudmila y Yevguenia (Zhenia) Sháposhnikova. La primera tuvo un primer matrimonio con Abarchuk, arrestado en 1937, personaje que aparece en el campo de trabajo ruso. De ese primer matrimonio tiene un hijo, Anatoli Sháposhnikov (Tolia), teniente del ejército que fallece en un hospital de Sarátov como consecuencia de heridas padecidas en campaña. 
Liudmila tiene un segundo marido, Víctor Shtrum, físico, y una hija, Nadiezhda (Nadia). Como consecuencia de la guerra, la familia se ha desplazado de Moscú a Kazán. Gran parte de la narración se centra en Shtrum, físico teórico (trasunto de Grossman), intelectual judío fascinado por la relatividad y la física cuántica, quien encarna «la perplejidad de una época ante sus propios logros y su incapacidad para dominarlos».
La madre de Víctor, Anna (Ania) Semiónovna, es una doctora que se encuentra en Ucrania cuando el ejército alemán lo invade. Pierde el trabajo y tiene que marchar al gueto. Acaba siendo asesinada por los nazis. Otro grupo de atención son los colegas de Víctor, entre ellos el físico teórico Sokolov y su mujer, María, de la que Shtrum se enamora. Mientras se encuentra en Kazán, Víctor se reúne con el historiador Madiárov, el ingeniero químico Artélev y el traductor tártaro Karímov. La resistencia en Stalingrado permite que los desplazados a Kazán vuelvan a Moscú, desarrollándose una subtrama sobre Shtrum, su trabajo, su caída en desgracia y su firma de un documento que incrimina a inocentes y niega la verdad.
La otra hermana, Yevguenia (Zhenia) Sháposhnikova, estuvo casada con Nikolái Krímov, y tiene una relación con el coronel Piotr Nóvikov, oficial al mando del cuerpo de tanques. Yevguenia está en Kúibishev, a donde provisionalmente se ha trasladado el gobierno como consecuencia de la guerra; intenta una y otra vez obtener un permiso de residencia. En la novela se relata la actuación de Krímov como comisario político en Stalingrado, incluyendo su actividad en la casa 6/I, donde un grupo de soldados resiste heroicamente. Krímov, comunista convencido, es, sin embargo, arrestado y torturado en la Lubianka, sin razón aparente. Yevguenia acude a visitarlo a la cárcel, poniendo fin a su relación con Nóvikov. A través de Nóvikov, por su parte, se conoce al comisario de su cuerpo de tanques, Dementi Guétmanov y sus camaradas de partido de Ufá, y se narra el cerco del Ejército Rojo sobre el ejército alemán de Paulus en Stalingrado, mostrando la historia de un grupo de soldados alemanes, la rendición de estos, y el avance de los tanques rusos hacia Ucrania. 
Una tercera hermana Sháposhnikova, Marusia, muere durante la guerra víctima de los bombardeos. Tiene un esposo, Stepán Spiridónov, que resiste en la central eléctrica de Stalingrado, con la hija de ambos, Vera. Esta tiene una relación amorosa con el piloto Víktorov, a través del cual se conoce la actuación de un escuadrón de cazas de la fuerza aérea. Víktorov acaba muriendo en combate. Vera da a luz en una barcaza al hijo de ambos. 
Un cuarto hermano, Dmitri (Mitia) Sháposhnikov, está recluido en un campo como prisionero político. Su hijo Seriozha aparece como soldado destinado en el frente, en la casa 6/I de Stalingrado. 
No directamente vinculados con la familia Sháposhnikov son los acontecimientos relatados que tienen lugar en un campo de concentración alemán, donde aparecen, entre otros, un viejo bolchevique (Mostovskói) y un menchevique exiliado (Chernetsov) junto con un comandante alemán destinado al campo, el mayor Liss; también se describe una cabaña ucraniana, un grupo de judíos en el trayecto hacia la cámara de gas relatándose aquí la historia de la médica militar Sofía Levinton y del niño huérfano llamado David; también aparece la historia de los hombres de un sonderkommando de la SS en la estepa calmuca. Esta multitud de subtramas y lugares incluye, pues, acontecimientos en un campo de trabajo alemán, un grupo de judíos de camino al campo de exterminio alemán, las altas jerarquías y unidades de lucha individual tanto en la ciudad de Stalingrado como aquellos implicados en la contraofensiva Operación Urano, acontecimientos en la central eléctrica de Stalingrado, científicos desplazados de Moscú y su regreso a la capital y prisioneros de la MGB en varias ubicaciones. Aparecen aislados algunos personajes históricos, como Hitler, Stalin, Friedrich Paulus y oficiales del ejército soviético en Stalingrado como el general Yeriómenko, símbolo del esfuerzo de los militares «comprometidos con la victoria, sin ambiciones políticas ni insensibilidad moral».

## Estilo
Se trata de una novela extensa (1.104 páginas en su edición española de 2007). Está dividida en tres partes, a su vez subdivididas en capítulos: 74, 64 y 63. Está escrito en un estilo que transciende el realismo socialista porque, utilizando sus estrategias narrativas, lo utiliza para desnudar el entramado del socialismo de estado.
Vida y destino es una novela con múltiples facetas, siendo una de sus ideas que la Gran Guerra Patria fue la lucha entre dos estados totalitarios que, finalmente, son semejantes. La tragedia de la gente corriente es que ellos tienen que luchar a la vez contra los invasores y sufrir el totalitarismo de su propio estado. Nacionalsocialismo y comunismo se identifican en el mismo concepto.
En una escena, el Sturmbannführer Liss le dice al viejo bolchevique Mostovskói, internado en un campo de concentración alemán, que Stalin y Hitler son los líderes de una formación cualitativamente nueva: 

Cuando nos miramos el uno al otro, no sólo vemos un rostro que odiamos, contemplamos un espejo. Ésa es la tragedia de nuestra época. ¿Acaso no se reconocen a ustedes mismos, su voluntad, en nosotros?

Grossman describe el tipo de funcionarios del partido comunista, que ciegamente siguen la línea del partido y constituyen la base para un régimen opresor. Uno de esos trabajadores políticos (политработник), Sagaidak, responsable de la sección de propaganda del Comité central ucraniano, escribió que familias y pueblos enteros se dejaron morir intencionadamente de hambre durante la colectivización en la URSS: 

La hambruna en el período de la colectivización total obedecía al hecho de que los kuláks enterraban el grano, no comían pan adrede y se hinchaban; morían incluso pueblos enteros, incluidos niños y ancianos, con el único objeto de perjudicar al Estado soviético.

## Ediciones en España
- Vida y destino, traducida por Rosa María Bassols del francés, Barcelona. Editorial Seix Barral, S.A. 1985. ISBN 84-322-0529-X
- Vida y destino, traducida por Marta Rebón del ruso, Barcelona. Círculo de Lectores, S.A., 2007. ISBN 84-672-2719-2 / Galaxia Gutenberg; Círculo de Lectores, S.A., 2007. ISBN 84-8109-703-9.

## Serie de TV
En 2012 se estrenó una serie de TV rusa llamada Vida y destino, basada en la novela. Fue transnmitida por el canal Rossiya 1. 